# Mienia (Mazovië)
Mienia is een plaats in het Poolse district  Miński, woiwodschap Mazovië. De plaats maakt deel uit van de gemeente Cegłów en telt 1600 inwoners.